# نصر (أمير بيزنطي)
نصر أو نصار (اليونانية: Νάσαρ)، عُمد باسم باسيليوس (اليونانية: Βασίλειος) كان قائدًا عسكريًا بيزنطيًا بارزًا في الصراعات البيزنطية العربية في النصف الأخير من القرن التاسع.

## السيرة
لا يُعرف الكثير عن عائلة نصر. كان والده كريستوفر يشغل منصب قاضي في المحكمة العليا، وكان له أخ اسمه بارسانيس. وبسبب اسمه، تكهن المؤرخ ميشيل عماري بأنه كان إما من أصل عربي شامي أو ماري.
في عهد الإمبراطور ميخائيل الثالث (حكم من 842 إلى 867)، عُين ستراتيجيًا لبند بوتشيلاريان [الإنجليزية]، أحد أكبر وأهم بنود الإمبراطورية البيزنطية. وبهذه الصفة، شارك مع البطريرك بتروناس في معركة لالاكاون في عام 863، حيث ألحق البيزنطيون هزيمة ساحقة بعمر الأقطع، أمير ملطية العربي. عند عودتهما إلى القسطنطينية، احتفل القائدان بالنصر في ميدان سباق الخيل.
في عام 879 أو 880، حل ناصر محل نيكيتاس أوريفاس كقائد الأسطول الإمبراطوري [الإنجليزية] للبحرية البيزنطية المتمركز في القسطنطينية، وأرسله الإمبراطور باسيليوس الأول ضد أسطول الأغالبة الذي كان يتوسع نفوذه في الجزر الأيونية. أجبرته ثورة مجدفي الأسطول على التوقف لفترة في ميثوني، لكن بعد عودة الانضباط عزّز الطاقم بقوات ذات طابع محلي. تمكن نصر من تحقيق انتصار كبير في معركة ليلية على الأغالبة بمساعدة النيران اليونانية.
ثم قام نصر بشن غارات على صقلية، واستولى على العديد من السفن العربية، وحمل الكثير من الغنائم والبضائع. وبحسب ما ورد، فقد انخفض سعر زيت الزيتون في أسواق القسطنطينية بشكل حاد نتيجة لضخ المدن البيزنطية بالمؤن المسلمة ذات الجودة العالية. ثم انتقل بعد ذلك لدعم العمليات البرية المتزامنة التي قام بها القائدان البيزنطيان بروكوبيوس وليو أبوستيبس [الإنجليزية] في جنوب إيطاليا، قبل أن يهزم أسطولًا أغلبيًا آخر قبالة سواحل كالابريا؛ وفي الوقت نفسه، حقق سرب بيزنطي آخر انتصارًا كبيرًا في نابولي. كانت هذه الانتصارات حاسمة لاستعادة السيطرة البيزنطية على جنوب إيطاليا (كاتيبانات إيطاليا المستقبلية)، وتعويضها إلى حد ما عن الخسارة الفعلية لصقلية بعد سقوط سرقوسة في عام 878، رغم أن بعض هذه المناطق سيسترجعها الفاطميون لاحقًا.